# Le Baptême du Christ (Van Haarlem)
Pour les articles homonymes, voir Le Baptême du Christ.
Le Baptême du Christ est un tableau du peintre flamand Cornelis Cornelisz van Haarlem, peint en 1588, conservé au musée du Louvre, relatif à un épisode bien connu de la vie de Jésus Christ, relaté dans chacun des Évangiles.

## Description
Cette œuvre du peintre Van Haarlem est le plus ancien des quinze tableaux connus qu'il a consacrés à ce thème. Composition étonnante où la perspective est en quelque sorte inversée avec les personnages secondaires en avant-plan et la scène centrale reléguée en arrière-plan. Les personnages dont la nudité démontrent la virtuosité maniériste du peintre ne sont pas identifiés.
L'homme de droite semble surpris par la femme qui pointe le doigt directement sur la scène du baptême, son autre main semblant souligner une diction. Une autre femme regarde dans cette direction tout en remettant (ou enlevant) sa chausse. Sur le côté gauche, on discerne une enfilade de têtes sans savoir ce qui les occupe. Une partie d'entre elles regarde manifestement en l'air manifestant ainsi la voix céleste qui vient de se faire entendre.
La plante du pied de l'imposant personnage de l'avant-plan est sale et cornée, comme s'il avait parcouru un long chemin. Cette image de la saleté est typique du peintre, qui n'hésitait pas à la représenter dans ses tableaux.
À l'arrière-plan, le Christ est accroupi dans le Jourdain pour recevoir le Baptême de Jean le Baptiste. Le feuillage à la verticale du Christ laissant passer un filet de lumière symbolise l'ouverture des cieux mentionnée dans le récit des évangiles. On y discerne aussi la colombe qui représente l'Esprit Saint. La scène est mise en évidence par sa position centrale devant une trouée de lumière et par le doigt pointé de la femme en avant-plan.
L'œuvre est entrée au Louvre en 1983.